# Laurentius Ternerus
Laurentius Ternerus, tidigare Agrelius, född 27 augusti 1635 i Femsjö församling, död 15 januari 1713, var en svensk präst och riksdagsman.

## Biografi
Laurentius Ternerus föddes 1635 i Femsjö församling. Han var son till bonden Pehr på Lilla Tranhult. Ternerus blev 1653 student vid Katedralskolan, Växjö och 1659 vid Kungliga Akademien i Åbo under namnet Agrelius. Han dissputerade 1663 och blev 1665 student vid Uppsala universitet. Ternerus disputerade där 1670 (themata quaedam philosophica exhibibens, pres. P. E. Ljung) och 1672 (de convenientia naturae, pres. C. Arrhenius). Han avlade magisterexamen 1672 och prästvigdes 29 juni samma år. Ternerus blev 1672 kyrkoherde i Vrigstads församling och var riksdagsman vid riksdagen 1675. Han var preses vid prästmötet 1683 och blev kontraktsprost i Västra härads kontrakt 1687. År 1708 slutade han som kyrkoherde och sonen Petrus Ternerus tog över tjänsten. Han avled 1713.

## Familj
Ternerus var gift med Helena Komstadia, dotter till kyrkoherden Benedictus Komstadius i Vrigstads församling och Ingrid Torstensdotter Lohm. De fick tillsammans barnen kyrkoherden Petrus Ternerus (1674–1734) i Vrigstads församling, studenten Benedictus Ternerus (1675–1698) vid Uppsala universitet, konrektorn Israel Ternerus (1677–1717) vid Växjö trivialskola, Johannes Ternerus (född 1678), Helena Ternerus (född 1681) som var gift med kyrkoherden Nic. Wigrelius i Malmbäcks församling och kyrkoherden Nic. Fornander i Malmbäcks församling, komministern Laurentius Ternerus (1684–1721) i Döderhults församling, Ingrid Ternerus (född 1685) som var gift med komministern Joh. Sellin i Svenarums församling, Catharina Ternerus som var gift med kyrkoherden Joh. Klintin i Björkö församling och kyrkoherden Jonas Osander i Södra Ljunga församling och Gabriel Ternerus (född 1689).